# Carea cuprea
Carea cuprea är en fjärilsart som beskrevs av Alfred Ernest Wileman och South 1920. Carea cuprea ingår i släktet Carea och familjen trågspinnare. Inga underarter finns listade i Catalogue of Life.